# Горбоконенко Павло Олександрович
Павло Олександрович Горбоконенко (рос. Павел Александрович Горбоконенко; 11 вересня 1987, Благовєщенськ — 4 червня 2023, Нова Таволжанка) — російський офіцер, майор ЗС РФ. Герой Російської Федерації.

## Біографія
У 1994—2004 роках навчався в Благовєщенській середній загальноосвітній школі № 10, в 2006/10 роках — у Далекосхідному вищому загальновійськовому командному училищі, після закінчення якого служив у сухопутних військах на військово-політичних посадах. З 24 лютого 2022 року брав участь у вторгненні в Україну, заступник командира 177-го окремого загону спецпризначення з військово-політичної роботи 2-ї окремої бригади спецпризначення. Загинув у бою. 21 червня 2023 року був похований в Пскові.

## Нагороди
- Орден Мужності
- Медаль Суворова
- Медаль «За військову доблесть» 2-го ступеня
- Медаль «За відзнаку у військовій службі» 3-го і 2-го ступеня (15 років)
- Звання «Герой Російської Федерації» (31 липня 2023, посмертно) — «за мужність і героїзм, проявлені під час виконання військового обов'язку.» 24 серпня 2023 року медаль «Золота зірка» була вручена рідним Горбоконенка губернатором Псковської області Михайлом Ведерниковим.

## Пам'ять
- У 2023 році ім'я Горбоконенка було внесене на стелу з іменами Героїв РФ — випускників Далекосхідного вищого загальновійськового командного училища.
- 1 грудня 2023 року на алеї Героїв у Пскові встановили бюст Горбоконенка.
- 22 лютого 2024 року на будівлі Благовєщенської середньої загальноосвітньої школи № 10 встановили пам'ятний знак.